# Carinoclytus thomsoni
Carinoclytus thomsoni är en skalbaggsart som först beskrevs av Edgar von Harold 1880.  Carinoclytus thomsoni ingår i släktet Carinoclytus och familjen långhorningar.
Artens utbredningsområde är Kenya. Inga underarter finns listade.